# Lista över kinesiska filmregissörer
Följande lista nämner några av de mest kända filmregissörerna från det kinesiska fastlandet.

## B
- Bu Wancang (1903-1974)

## C
- Joan Chen (f. 1961)
- Chen Kaige (f. 1952)
- Cheng Bugao (1893-1966)
- Cai Chusheng (1906-1968)

## D
- Dai Sijie (f. 1954)

## F
- Feng Gong (f. 1957)
- Feng Xiaogang (f. 1958)
- Fei Mu (1906-1951)

## G
- Gu Changwei (f. 1957)

## H
- He Ping (f. 1957)
- Hou Hsiao-Hsien (f. 1947)
- Hou Yong
- Huo Jianqi (f. 1958)

## J
- Jia Zhangke (f. 1970)
- Jiang Wen (f. 1963)

## L
- Lou Ye (f. 1965)
- Li Yang (f. 1959)
- Lu Chuan (f. 1970)
- Lü Yue (f. 1957)

## M
- Ma-Xu Weibang (1905-1961)

## S
- Shen Fu (1905-1994)
- Shen Xiling (1904-1940)
- Shi Hui (1915-1957)
- Shi Runjiu (f. 1969)
- Sun Yu (1900-1990)

## T
- Tian Zhuangzhuang (b. 1952)

## W
- Wan brothers
  - Wan Laiming (1900-1997)
  - Wan Guchan (1900-1995)
  - Wan Chaochen (1906-1992)
  - Wan Dihuan (190x - okänt)
- Wang Bing
- Wang Chao (f. 1964)
- Wang Ping (f. 1916)
- Wang Quan'an (f. 1965)
- Wang Shuo (f. 1958)
- Wang Xiaoshuai (f. 1966)
- Wu Tianming (f. 1939)
- Wu Yonggang (1907-1982)

## X
- Xie Fei (f. 1942)
- Xie Jin (f. 1923)

## Y
- Edward Yang (1947-2007)
- Yuan Muzhi (1909-1978)

## Z
- Zhang Junxiang (1911-1996)
- Zhang Shichuan (1890-1954)
- Zhang Yang (f. 1967)
- Zhang Yibai (f. 1963)
- Zhang Yimou (f. 1951)
- Zhang Yuan (f. 1963)
- Zheng Junli (1911-1969)
- Zheng Zhengqiu (1889-1935)
- Zhou Sun (f. 1954)
- Zhou Xiaowen (f. 1954)
- Zhu Shilin (1899-1967)